# Yokosuka MXY-7 Ohka
O Yokosuka MXY-7 Ohka (櫻花 "flor de cerejeira") foi uma aeronave kamikaze japonesa empregada em fins da II Guerra Mundial. O codinome estadunidense para o aparelho era Baka (que significa "idiota" em japonês).

## Características

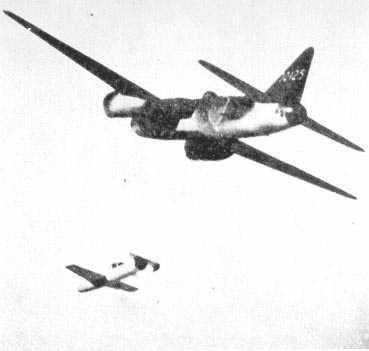
Um bombardeiro Mitsubishi G4M lançando um Ohka.

O Ohka era um míssil de cruzeiro tripulado, para ataque suicida, carregado sob bombardeiros Mitsubishi G4M "Betty", Yokosuka P1Y Ginga "Frances" (Tipo 22 guiado) e no cancelado bombardeiro pesado Nakajima G8N Renzan "Rita" (tipo 43A/B) até próximo do alvo; ao ser liberado, o piloto planava rumo ao alvo e quando próximo o suficiente, acionava o motor de foguete do Ohka, guiando o míssil para que impactasse contra o navio que pretendia destruir. A abordagem final praticamente não podia ser abortada (especialmente no Tipo 11) por conta da tremenda velocidade ganha pela aeronave. Versões posteriores foram projetadas para serem lançadas de bases aéreas costeiras e cavernas, e mesmo de submarinos equipados com catapultas, embora nenhum tenha sido realmente utilizado desta forma. Aparentemente, o registro operacional dos Ohkas usados em combate incluem três navios afundados ou seriamente danificados e três outros navios com danos significativos.
Concebido pelo guarda-marinha Mitsuo Ohta do 405º Kokutai com o auxílio de estudantes do Instituto de Pesquisa Aeronáutica da Universidade de Tóquio, os projetos foram submetidos à unidade de pesquisa da Yokosuka. A Marinha Imperial Japonesa aprovou a ideia e os engenheiros da Yokosuka no Primeiro Escritório Aerotécnico Naval Yokosuka (Kugisho) criaram os esquemas formais do que seria o MXY7. A única variação a entrar em serviço foi o Modelo 11, o qual era propulsado por três foguetes Tipo 4 Marca 1 Modelo 20. Foram construídos 150 na Yokosuka e outros 600 foram construídos no Arsenal Aeronaval de Kasumigaura, Ibaraki.

## Variantes

### Versões operacionais
- Kugisho/Yokosuka MXY-7 "Ohka" Modelo 11, Foguete Suicida de Ataque. Cerca de 800 foram construídos.

### Versões não-operacionais

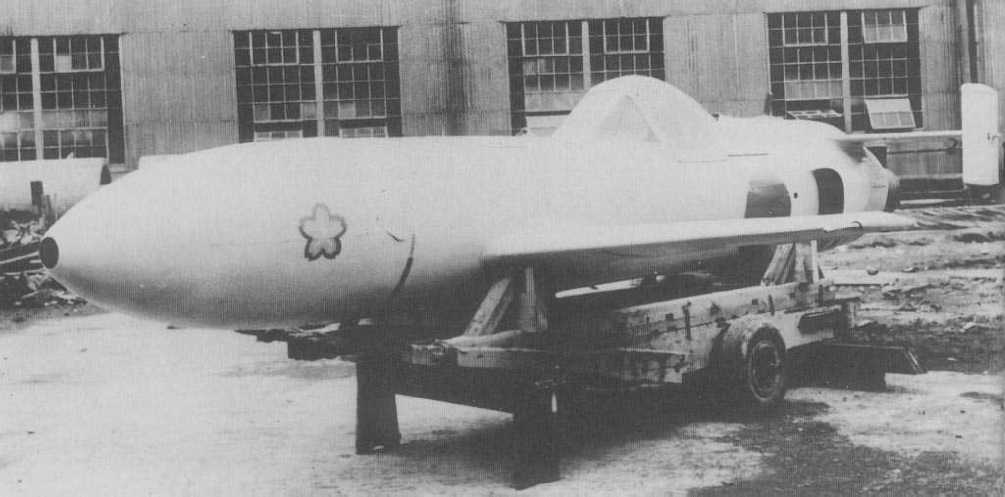
Modelo 22.

- Kugisho/Yokosuka "Ohka" Modelo 21, Foguete Suicida de Ataque (asas de aço). Apenas um construído.
- Kugisho/Yokosuka "Ohka" Modelo 22, Turbojato Suicida de Ataque. Cinqüenta construídos.
- Kugisho/Yokosuka "Ohka" Modelo 33, Turbojato Suicida de Ataque. Lançado de um Renzan.
- Kugisho/Yokosuka "Ohka" Modelo 43A Ko, Turbojato Suicida de Ataque. Lançado de submarino.
- Kugisho/Yokosuka "Ohka" Modelo 43B Otsu, Turbojato Suicida de Ataque. Lançado de caverna.
- Kugisho/Yokosuka "Ohka" Modelo 53, Turbojato Suicida de Ataque. Rebocado até o alvo.

### Versões de treinamento

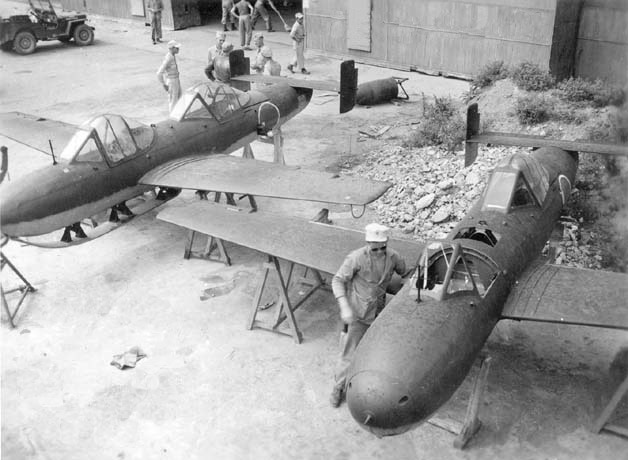
K1 Kai, foguete de treinamento

- Kugisho/Yokosuka "Ohka" K-1, Modelo de Treinamento.
- Kugisho/Yokosuka "Ohka" K-1, Modelo de Treinamento.

## Aparelhos sobreviventes

Yokosuka Ohka Model 22

Cerca de 850 foram construídos, principalmente do Tipo 11. Os Ohkas sobreviventes incluem:
- Tipo 11 — Royal Air Force Museum, Cosford. O Ohka é o número I-13, capturado em 1 de Abril de 1945 em Yomitan, Okinawa.
- Tipo 11 — Fleet Air Arm Museum, Yeovilton
- Tipo 11 — Museum of Science and Industry in Manchester, Manchester
- Tipo 11 — Defence Explosives Ordinance School, Kent
- Tipo 11 — Indian Air Museum, Nova Délhi
- Tipo 11 — Iruma Air Force Base, Iruma, Saitama
- Tipo 11 — USMC Air Ground Museum, Quantico, Virginia
- Tipo 11 — Planes of Fame Museum, Valle, Arizona, Ohka Número I-18, capturado em Yomitan.
- Tipo 22 — Smithsonian National Air and Space Museum, Washington DC (restaurado em 1993)
- Tipo 43 K-1 (remontado para representar um Tipo 11) — National Museum of the United States Air Force, Dayton
- Tipo 43 K-1 — Navy Memorial Museum, Washington DC
- Tipo 43 K-1 Kai — Smithsonian National Air and Space Museum, Washington DC

### Réplicas
- Tipo 11 — Mortuário Yasukuni, Tóquio.
- Tipo 11 — Ohka Park em Kashima.